# Paolo Franco
Paolo Franco (Arzignano, 25 gennaio 1958) è un politico italiano.
Paolo Franco è stato eletto per la prima volta senatore della Lega Nord alle elezioni del 2001 nella regione Veneto. È stato membro della quinta Commissione Bilancio e della sesta Commissione Finanze e Tesoro. Nel 2006 è stato rieletto con la stessa lista nella medesima regione, divenendo così segretario della sesta Commissione Finanze e Tesoro. Dal 6 maggio 2008, rieletto, è stato nominato questore del Senato della Repubblica.